# Manglares (canción)
«Manglares»  es una canción de la banda chilena Astro y es la séptima canción del álbum homónimo del año 2011. La canción fue compuesta y producida por el cantante de la banda Andrés Nusser. Fue lanzada como último sencillo del disco el 28 de enero de 2014.

## Video musical
El video capta imágenes de la agrupación en sus giras internacionales por Costa Rica, Estados Unidos, México, Panamá y República Dominicana, con material recopilado por los integrantes de la banda. 
El video es una versión extendida de la canción, con la inclusión de un arreglo extra que la banda sumó a los shows en vivo en sus presentaciones del disco.

## Personal
- Andrés Nusser: voz
- Octavio Caviares: batería
- Lego Moustache: teclados
- Zeta Moustache: bajo